# Spoorlijn 247
Spoorlijn 247 was een Belgische industrielijn tussen Ghlin en Baudour, parallel aan het Kanaal Nimy-Blaton-Péronnes. De lijn was 4,0 km lang.

## Aansluitingen
In de volgende plaatsen was er een aansluiting op de volgende spoorlijnen:
Ghlin
Spoorlijn 96 tussen Brussel-Zuid en Quévy
Baudour
Spoorlijn 90 tussen Denderleeuw en Saint-Ghislain